# Goggia
Goggia é um género relativamente recente (1997) de répteis escamados da família Gekkonidae.
Encontram-se principalmente no Sul de África (África do Sul e Namíbia).

## Espécies
- Goggia braacki Good, Bauer & Branch, 1996
- Goggia essexi Hewitt, 1925
- Goggia gemmula Bauer, Branch & Good, 1996
- Goggia hewitti Branch, Bauer & Good, 1995
- Goggia hexapora Branch, Bauer & Good, 1995
- Goggia lineata Gray, 1838
- Goggia microlepidota Fitzsimons, 1939
- Goggia rupicola Fitzsimons, 1938